# Кліфгенгер
Кліфгенґер[джерело?], кліфхенгер (англ. cliffhanger, або англ. cliffhanger ending, дослівно перекладається як висить над обривом або скелелаз) — художній прийом у створенні сюжетної лінії (у літературі чи кіно), під час якої герой стикається зі складною дилемою або наслідками своїх чи чужих вчинків, але у цей момент оповідання обривається, таким чином, залишаючи розв'язку відкритою до появи продовження. Цей прийом часто використовують автори, щоб збільшити ймовірність того, що глядачі будуть зацікавлені у продовженні у надії дізнатися, чим закінчилася історія.
Не варто плутати кліфхенгер з поняттям інтриги у художній літературі. Кліфхенгер передбачає достатньо швидкий розвиток сюжету (частіше протягом одного епізоду серіалу), у той час, як інтрига лише наводить глядача на думку про можливий розвиток головної сюжетної лінії.
Так, при наявності інтриги наприкінці сезону телевізійного шоу, герої можуть навіть не підозрювати про події, які повинні у майбутньому статися, тоді як кліфхенгер частіше має гостросюжетний або навіть кримінальний характер (ймовірні вбивства та самогубства, коли глядач до наступного епізоду не знає, чи загинув герой, чи ні; вибухи, нещасні випадки тощо) і вимагає миттєвої розв'язки. У багатьох сюжетах (змова уряду і НЛО у «Цілком таємно») кліфхенгер є поворотним моментом в історії, коли герої дізнаються якусь важливу новину чи таємницю, які змінюють хід розповіді або ставлення до проблеми.

## Витоки
Ідея закінчувати розповідь у момент, коли читач у напрузі очікує розв'язки (яка, у більшості випадків, відбувається на початку розповіді наступного) стара настільки ж, наскільки сама література. Цей прийом, зокрема, є головною темою перського казкового циклу «Казки тисяча та однієї ночі», де центральний персонаж циклу цариця Шахерезада, рятуючи своє життя, використовувала все своє красномовство, розповідаючи царю казки до сходу сонця (який не без умислу наставав на найцікавішому місці розповіді).

У XIX столітті традиція такої кінцівки отримала свій розвиток в оповіданнях, що друкувалися «з продовженням» у газетах та журналах і стала настільки частовживаною, що Марк Твен, сам неодноразово її використав, гротескним чином показав її 1870-о року в оповіданні «Середньовічний роман». Заплутаний та інтригуючий сюжет оповідання завершується фразою: 
Закінчення цієї приголомшливої і повної драматичних подій історії не можна відшукати ні у цій, ні в іншій книзі, ні зараз, ні у майбутнім. Правду кажучи, я завів мого героя (або героїню) у таке безвихідне та заплутане становище, що сам не знаю, як тепер з ним (або з нею) бути, а тому умиваю руки та надаю його (або їй) самостійно відшукати вихід або залишатися у тому ж положенні. 
Нинішня ж назва, на думку вчених-філологів, виникла завдяки пригодницьким фільмам німого кіно ранніх 1930-х років, у яких головний герой буквально стоїть на краю обриву (фраза дослівно перекладається як висить над обривом або скелелаз), хоча перша згадка в Оксфордському словнику англійської мови відноситься до 1937 року.
Через специфіку мови в англійській мові слово кліфхенгер також вживається як прикметник, що характеризує подібний авторський хід у роботі над сюжетом.

## Приклади у кіно
- «Матриця: Перезавантаження» та «Матриця: Революція» (Нео впав у кому, у Зіон готується вторгнення армії машин)
- «Людина-павук 2» і «Людина-павук 3» (Гаррі Озборн дізнається, що Пітер Паркер і є Людина-павук, який убив його батька. Наприкінці фільму у юнака починаються галюцинації, і у продовженні він стає Зеленим Гобліном, спраглим помсти)
- «Пірати Карибського моря: Скриня мерця» та «Пірати Карибського моря: На краю світу» (Джека Горобця пожирає Кракен, лорд Беккет отримує серце Дейві Джонса, Вілл і Елізабет заручаються допомогою колишнього ворога — капітана Барбосси)
- «Назад у майбутнє», «Назад у майбутнє 2» і «Назад у майбутнє 3» (Наприкінці першого фільму до Марті та Дженніфер прибуває Док Браун на машині часу і вони вирушають у майбутнє розв'язувати проблеми дітей Марті та Дженніфер. Наприкінці другої частини Док зникає, а листоноша приносить лист Марті, у якому Док пише, що перенісся до 1885 року. Марті вирішує повернути Дока назад у майбутнє і у продовженні вирушає на Дикий Захід)
- «Гоббіт: Пустка Смоґа» та «Гоббіт: Битва п'яти воїнств» (дракон Смоґ покидає Еребор та летить знищувати Озерне Місто, Ґандальф у полоні у Некроманта, армія Саурона прямує до Одинокої Гори)

## Приклади на ТБ
Багато серіалів використовують такий прийом не лише наприкінці епізоду (найчастіше закінчуючи серію фразою Далі буде…), але і наприкінці сезону, підігріваючи інтерес під час очікування нових серій протягом декількох місяців знімання.
- «Даллас» поклав початок моді на телевізійні кліфхенгери, а його рекламне гасло Who shot J. R.?[en] привернуло увагу рекордні 83 млн глядачів[3][4][5][6][7], то є 76 % населення США[3]
- «Загублені» у цьому серіалі прийом зведений в абсолют, де подібним чином закінчується не лише сезон, але і практично кожний епізод.
- «Не крутіть ручку настройки» (кожний випуск пародійного серіалу «Капітан Фантастик»).
- «Династія» (всі 9 сезонів шоу закінчуються подібним чином)
- «Шерлок» (кінець 1, 2 і 3 сезонів)
- «Шпигунка» (кінець 1, 2, 3 і 4 сезони)
- «Друзі», де подібним прийомом закінчувався практично кожний сезон (крім другого). Остання серія попереднього сезону та перша серія наступного власне є здвоєними, події у яких являють собою одну історію.